# Saison 2025-2026 des Bucks de Milwaukee
La saison 2025-2026 des Bucks de Milwaukee est la 58e saison de la franchise en NBA.

## Draft
| Tour | Choix | Joueur            | Poste | Nationalité | Provenance              |
| ---- | ----- | ----------------- | ----- | ----------- | ----------------------- |
| 2    | 47    | Bogoljub Marković | PF    | Serbie      | KK Mega Basket (Serbie) |

## Matchs

### Summer League
| Summer League Total: 1-4 |

| Match | Date match | Équipe        | Score    | Meilleur marqueur     | Meilleur rebondeur   | Meilleur passeur      | Lieux Spectateurs      | Série |
| ----- | ---------- | ------------- | -------- | --------------------- | -------------------- | --------------------- | ---------------------- | ----- |
| 1     | 10 juillet | Denver        | V 90-89  | Livingston, Ryan (18) | Pete Nance (7)       | Markquis Nowell (7)   | Cox Pavilion 0         | 1 - 0 |
| 2     | 12 juillet | Cleveland     | D 83-93  | Chris Livingston (21) | Chris Livingston (9) | Chris Livingston (5)  | Cox Pavilion 0         | 1 - 1 |
| 3     | 13 juillet | L.A. Clippers | D 91-106 | Chris Livingston (21) | Pete Nance (8)       | Markquis Nowell (9)   | Cox Pavilion 0         | 1 - 2 |
| 4     | 16 juillet | Chicago       | D 96-102 | Chris Livingston (23) | Malik Williams (6)   | Nowell, Taylor IV (5) | Thomas & Mack Center 0 | 1 - 3 |
| 5     | 18 juillet | Miami         | D 92-93  | Tyler Smith (21)      | Malik Williams (10)  | Markquis Nowell (5)   | Cox Pavilion 0         | 1 - 4 |

### Pré-saison
| Pré-saison Total: 0-0 (Domicile : 0-0; Extérieur : 0-0) |

### Saison régulière
| Saison régulière Total: 0-0 (Domicile : 0-0; Extérieur : 0-0) |